# أوسمة اليمن
أوسمة ونياشين اليمن هي الأوسمة والنياشين المدنية والعسكرية التي تقدمها اليمن لمخلتف الشخصيات التي تستحقها، مثلا الذين قدموا خدمات خاصة لليمن أو الذين ساهموا في رفع مركز البلاد في العالم وغيرها.
تتكون الأوسمة الجمهورية من الأوسمة التالية:

## الأوسمة الرفيعة

### وسام الجمهورية
- وسام الجمهورية: هو أعلى وسام في الجمهورية اليمنية، تأسس في 1979 في الجمهورية العربية اليمنية، [1] وأستمر العمل به بعد قيام الجمهورية اليمنية بداية من أبريل 1991[2]، يتكون حالياً من قلادة، ولوحة، ودبوس ووردة مصغرة وميدالية.[3] ويستخدم لتقليد الحكام مثل علي عبد الله صالح (1982)، [4] وفيدل كاسترو (2000)،[5] وإميل لحود (2002)، وحمد بن عيسى بن سلمان آل خليفة (2010).[6]

### وسام الوحدة
وسام الوحدة أو ميدالية الوحدة أو وسام 22 مايو: وهو ثاني وسام جمهوري، تأسس في أبريل 1991م، يتألف من حزام ولوحة ووردة  وتقدم لشخصيات أخرى، من الذين نالوا الوسام: عبد اللطيف بن راشد الزياني الأمين العام لمجلس التعاون الخليجي، وجمال بنعمر المبعوث الخاص للأمين العام للأمم المتحدة إلى اليمن، وعبد الله المزروعي، سفير الإمارات العربية المتحدة في اليمن.
يتكون من 3 درجات.

### وسام 26 سبتمبر
- وسام 26 سبتمبر: من الأوسمة الرفيعة في الجمهورية اليمنية،.[11] تأسس الوسام خلال الجمهورية العربية اليمنية، بموجب قرار جمهوري رقم 76 لسنة 12 مايو 1981. وأعيد تصميمه في الجمهورية اليمنية بعد الوحدة اليمنية وبدأ العمل به منذ أبريل 1991.[2] ويصنف الوسام إلى ثلاث درجات.

### وسام 14 أكتوبر
- وسام 14 أكتوبر: هو أحد الأوسمة الرفيعة في الجمهورية اليمنية، [1] كان الوسام يعمل به في جمهورية اليمن الديمقراطية الشعبية، وسمي باسم اليوم الوطني فيها، بعد الوحدة اليمنية، أعيد تصميم الوسام، وأعيد العمل به منذ أبريل 1991، بقرار جمهوري.[2]

### وسام 30 نوفمبر
- وسام 30 نوفمبر: هو أحد الأوسمة الرفيعة في الجمهورية اليمنية، [1] سمي الوسام على عيد الاستقلال في 30 نوفمبر في جمهورية اليمن الديمقراطية الشعبية، بعد الوحدة اليمنية، أعيد تصميم الوسام ودمجه مع الأوسمة اليمنية، وبدأ العمل به منذ أبريل 1991، بقرار جمهوري.[2]

يتكون من 3 درجات.

## أوسمة عسكرية
الأوسمة للمؤسسات العسكرية والأمنية:
1. وسام الشجاعة.
2. وسام جرحى الحرب.
3. وسام الواجب.
4. وسام الخدمة.
5. وسام الشرف.

## أوسمة أخرى
1. وسام السبعين.
2. شارتي مناضلي حرب التحرير.

## أوسمة مدنية

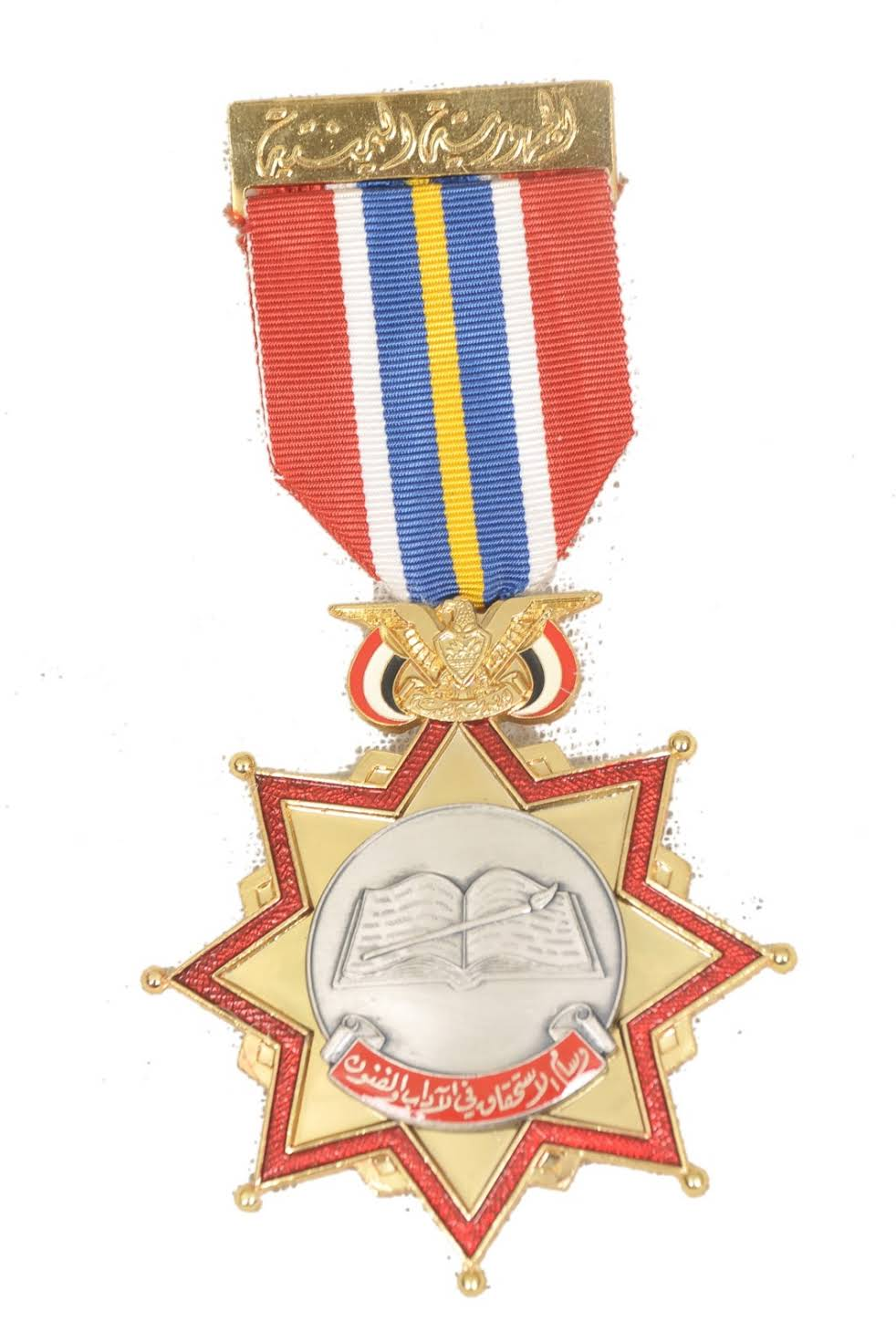
وسام الاستحقاق في الآداب والفنون، وسام من الدرجة العليا والأولى المدنية في اليمن

1. وسام الاستحقاق في الآداب والفنون، وسام من الدرجة العليا والأولى المدنية في اليمنوسام الاستحقاق ويمنح لمجالات مختلفة على النحو التالي: 
  1. وسام الاستحقاق في الآداب والفنون.
  2. وسام الاستحقاق في العلوم.
  3. وسام الاستحقاق في الزراعة.
  4. وسام الاستحقاق في الصناعة.
  5. وسام الاستحقاق في التعاون.
  6. وسام الاستحقاق في الرياضة.

## روابط خارجية
- القرار الجمهوري بالقانون رقم ( 41 ) لسنة 1991م بشأن الأوسمة.